# Pompejusz Trogus
Pompejusz Trogus (ur. I wiek p.n.e., zm. I wiek n.e.) – historyk rzymski.

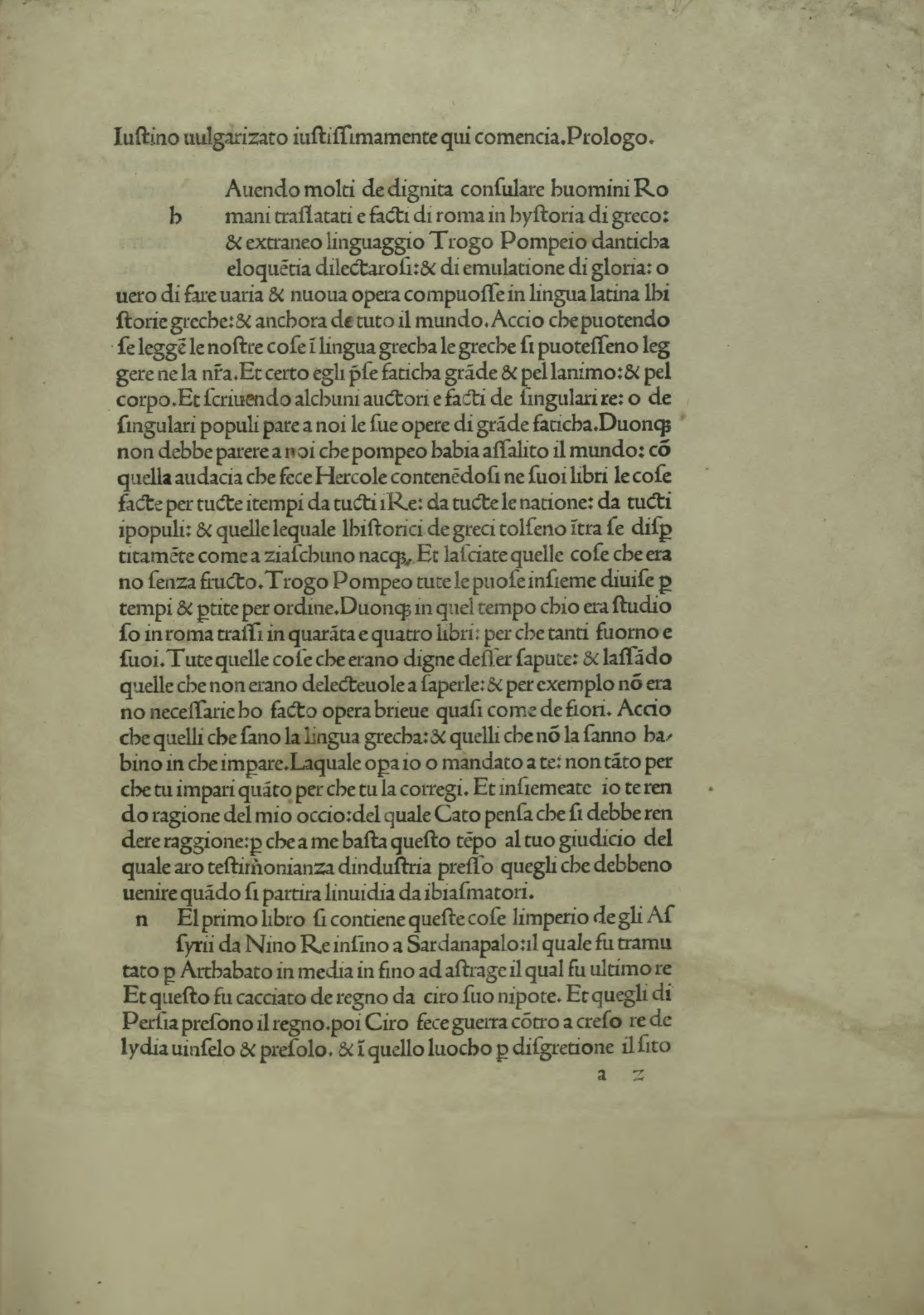
Epitome historiarum Trogi Pompeii

Współczesny Liwiuszowi historyk rzymski, pochodził z Galii Narbońskiej. Najważniejszą jego pracą był Historiae Philippicae w 44 księgach, zachowana częściowo w odpisach i wyciągach dokonanych przez Justynusa.